# فراشة لؤلؤية صغيرة
سُميَت الفرَاشة اللُؤلُؤِيَة الصَغيرة بِالفَرَاشة الِفضّية في أمريكا الشَمَالية، وهي فَراشة من فَصيلةِ الحَورائِيات. توجد في جَميعِ أنحَاء أوروبا وأمريكا الشمالية، تُكَون يَرقتِها على النبَات البنفسِجي. ومِن المَعروف جَيدًا أن هَذا النَوع يَعيش في موائلِ المَراعي الرَطِبة، حَيثُ تَحصُل على مصدرِ غِذائِها في مَرحلةِ اليَرقة. وتَكون في سَباتٌ شُتوِي في مَرحلةِ اليَرقة، وتَضع بَيضَها ليفقس في أواخرِ الصيف إلى أوائل الخَريف. أعضاءُ هَذه الأنواع تَكون فَريسة أنواع مُتَعددة من الطُيورِ والحشراتِ الأُخرى.
نَظرا للزِراعةِ الحَديثة، فإن مُعظم مَوائلِ المَراعي التي تُلائم احتياجاتِ الفَراشة اللُؤلُؤية الصَغيرة تكون مُجزأة لِصالحِ الأراضي الزِراعية. وبسَبب هذا، شَهدت الفَراشة اللؤلؤية الصغيرة انخفاض خَطير في أعدادِها في جَميع أنحاءِ أوروبا، وفي بعضِ الأماكن بقدر 80 بِالمَائة. وتُساهِم عَوامل مثل مَحدودية نِطاقِ الموائل، ومُعدل الَتشتُّت المُنخَفِض، والتَخصُّص القَوي في الأغذية في انخِفاض أعدادِها بِشكلٍ مَلحوظ. وعلى الرغم من الجُهود المُحافِظة الحَديثة، فإن عدَدَ تِلك الفراشَات ما زال مُستَمِر في الانخِفاض. ويبدو أن سُكان أمريكا الشَمالية يَتأثّرون بِنفس الطَريقة، على الأقَل في الولايات المتحدة القارية.

## المظهر الخارجي
تشبه تلك الفراشة الصغيرة الفراشة اللؤلؤية الكبيرة ولكن لديها شارات سوداء على حافة أجنحتها، ونقطة سوداء مركزية كبيرة على كل جناح، ولؤلؤ أبيض على الجانب السفلي. الذكور تميل إلى أن تكون أصغر من الإناث، بطول جناحين من 35 إلى 41 ملليمتر. بينما يبلغ طول جناحي الإناث من 38 إلى 44 مم. على الرغم من أنها تشبه الأخرى الكبيرة، فهي أكثر إشراقا في اللون لأن الفراشة اللؤلؤية الكبيرة يخرج من خادرة مبكرًا.

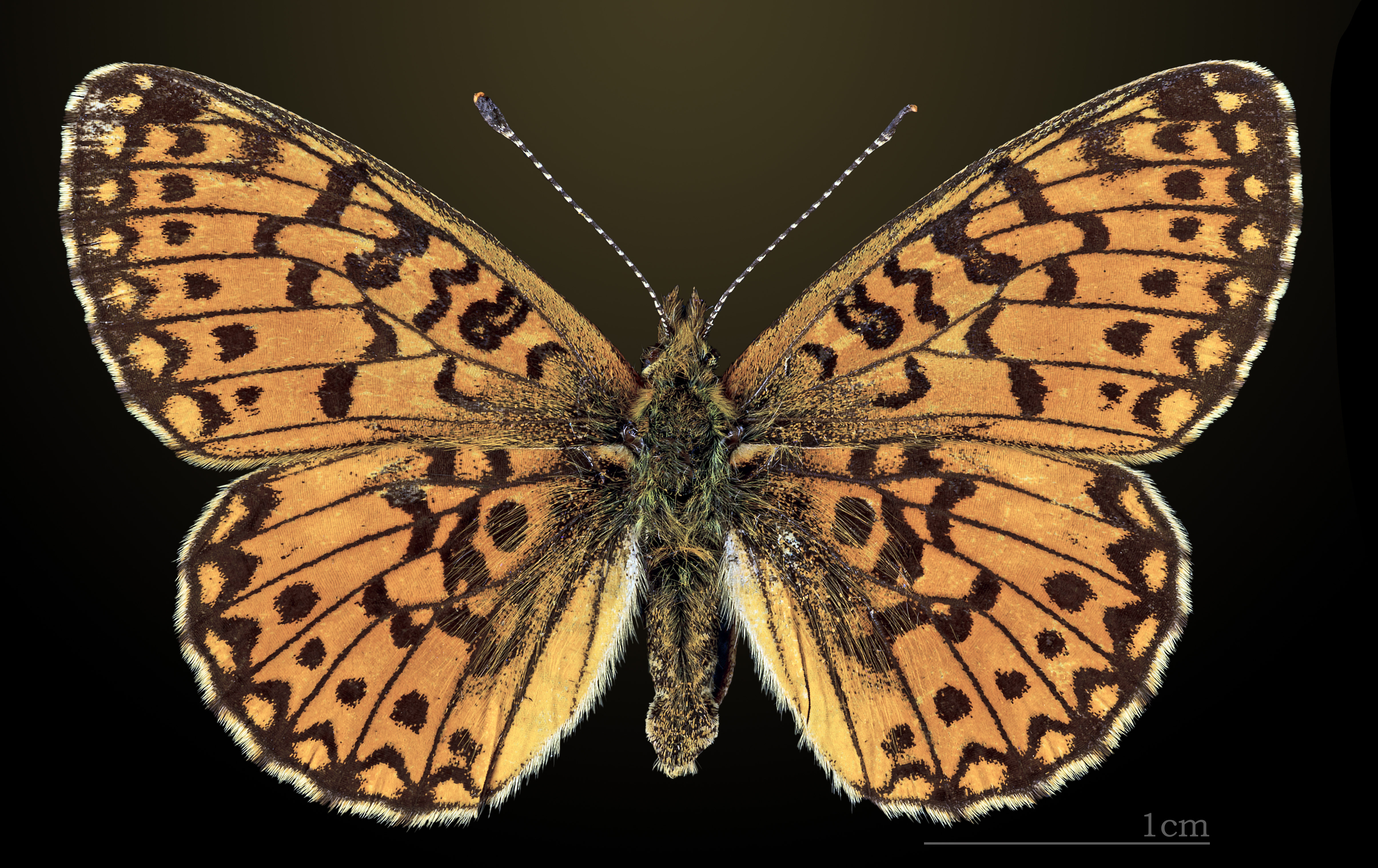
الجانب الخلفي
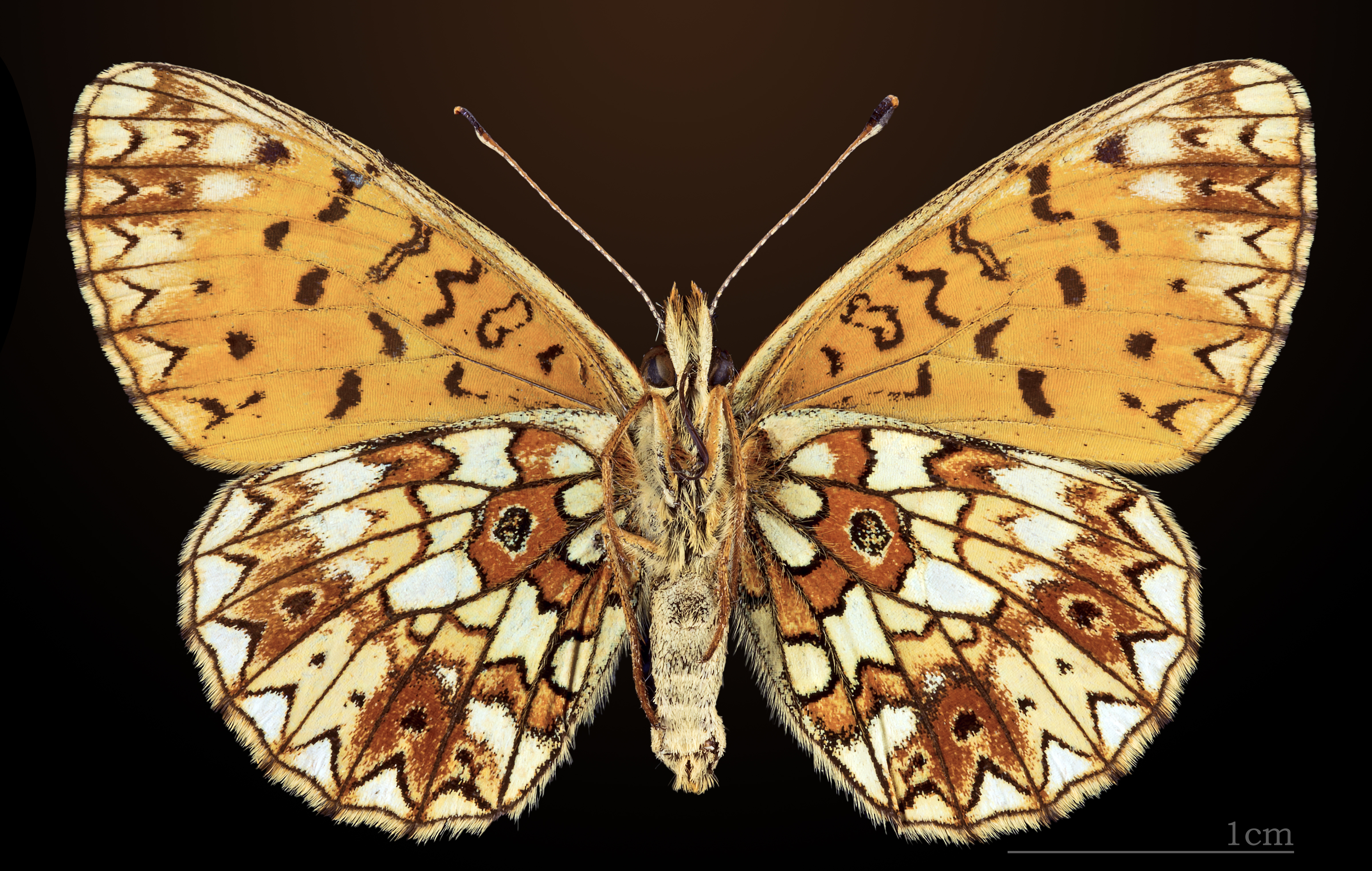
الجانب الأمامي

## التوزيع الجغرافي
ينتشر هذا النوع في جميع أنحاء وسط وشمال أوروبا، وأمريكا الشمالية، ومن خلال آسيا إلى كوريا. على وجه التحديد، يمكن العثور عليها في أماكن مثل ألمانيا والمملكة المتحدة والسويد وفي الغرب الأوسط للولايات المتحدة الأمريكية في أماكن مثل ولاية آيوا وولاية داكوتاس. في المملكة المتحدة، الفراشة اللؤلؤية الصغيرة منتشرة في جميع أنحاء المرتفعات وغرب بريطانيا، ولكن لا توجد في وسط وشرق إنجلترا أو ايرلندا. ويبدو أن نطاقها مستقر في معظم أنحاء أوروبا، ولكن تم الإبلاغ عن انخفاضات في تسعة بلدان على الأقل، مثل إنكلترا.
يوجد هذا النوع في جميع أنحاء أوروبا وأمريكا الشمالية في بيئات المراعي حيث ينمو البنفسج الأصلي. ويحدث ذلك في موائل رطبة وعشبية، وتطهير الغابات والمراعي، ولكن تم العثور عليها أيضا في منحدرات الكثبان الرملية والمنحدرات الساحلية. [بحاجة لمصدر]

## دورة الحياة

### يرقة
يرقات هذا النوع تتغذى حصرا على نبتة البنفسج. وتعمل في الغالب في الليل، وتفقس في أواخر الصيف إلى أوائل الخريف. قد أظهرت الدراسات الحديثة أن أوقات الزرع، الفقس، تختلف حسب درجة الحرارة، ويبدو أن جميع مراحل دورة الحياة ترتبط بقوة بتوقيت الفصول. هذا التأثير هو شكل مشتبه به من تكيفية النمط الظاهري حيث ينظر في العديد من أنواع الحشرات، وخاصة تلك الموجودة في المناخات المعتدلة التي تشهد تغيرات كبيرة في درجة الحرارة بسبب تغير في المواسم.

### شرنقة
بإمكان الشرانق أن تتشكل في منتصف مايو ويمكن أن تذهب في وقت متأخر من أغسطس. عندما تشكل اليرقات شرنقة يتم تشكيلها برأسها إلى أسفل. وتستمر هذه المرحلة التحويلية ما بين أسبوعين وثلاثة أسابيع.

### البلوغ
يتزاوج البالغين ويضعون البيض في الربيع على أو بالقرب من نبات البنفسج. وهناك نبتة بنفسجية شائعة يتم اختيارها لوضع البيض. وقد لوحظ بالغين الفراشة اللؤلؤية الصغيرة يطيرون في الفقسة مرة واحدة في السنة في وقت ما في فصل الصيف.

## الحفاظ على البيئة

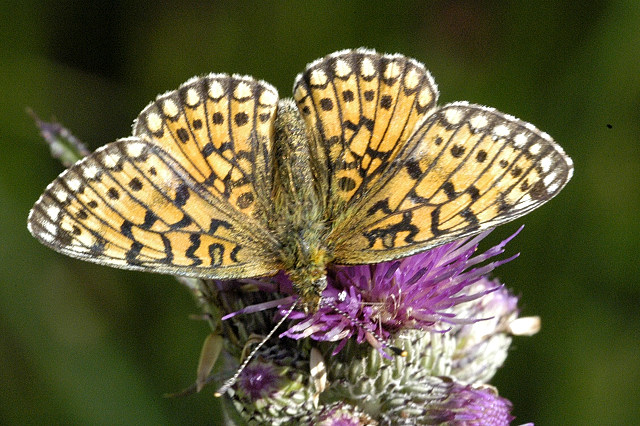
العرض الظهري
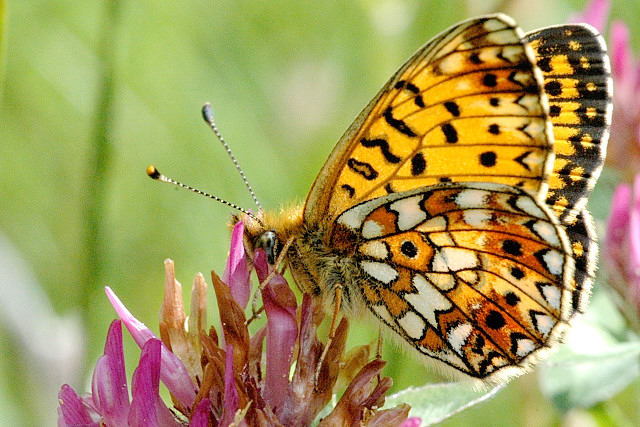
العرض الباطني
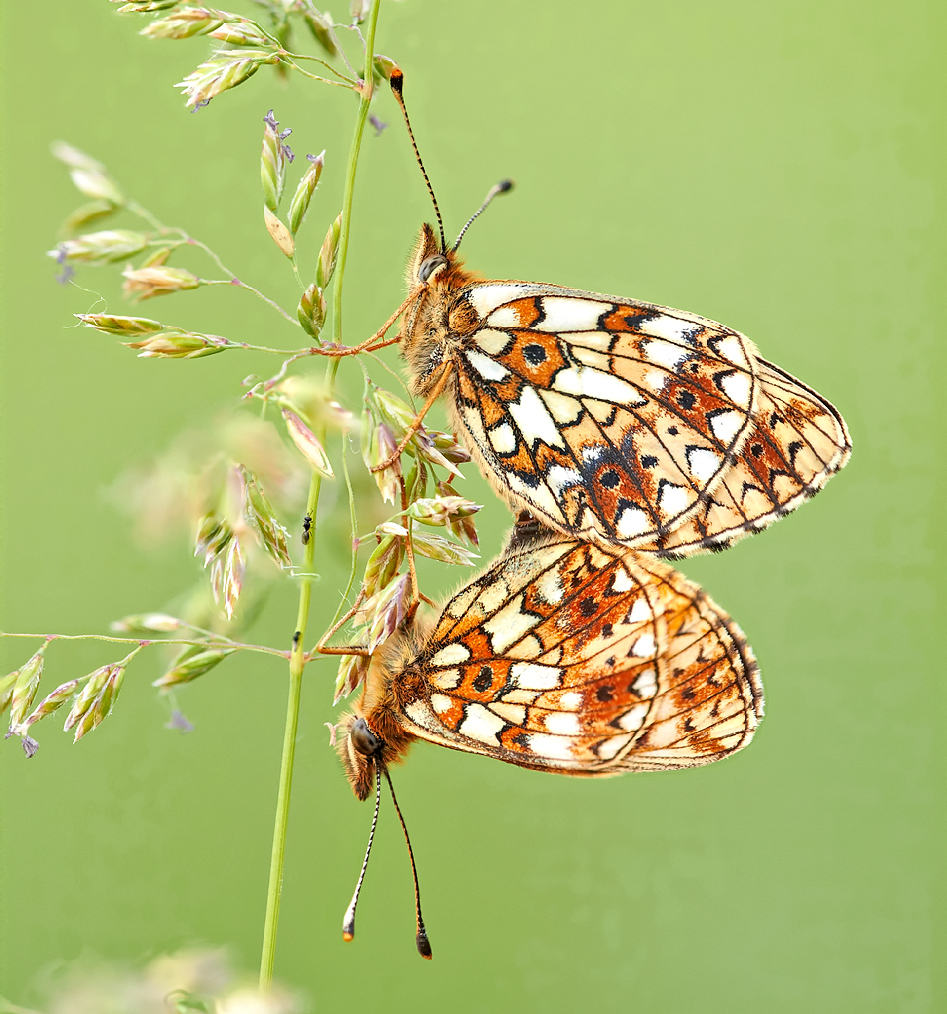
التزاوج
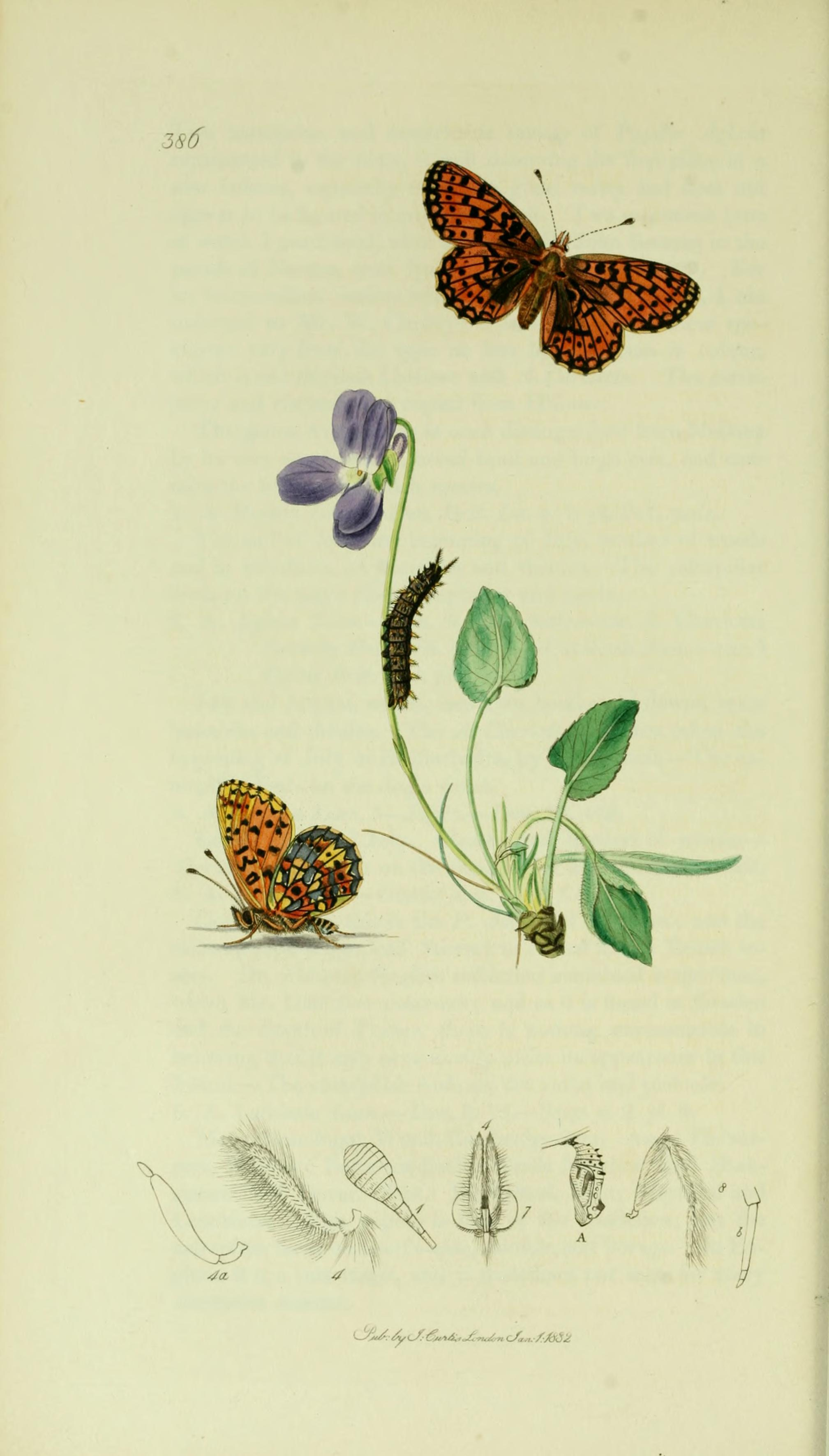
التوضيح من جون كورتيس
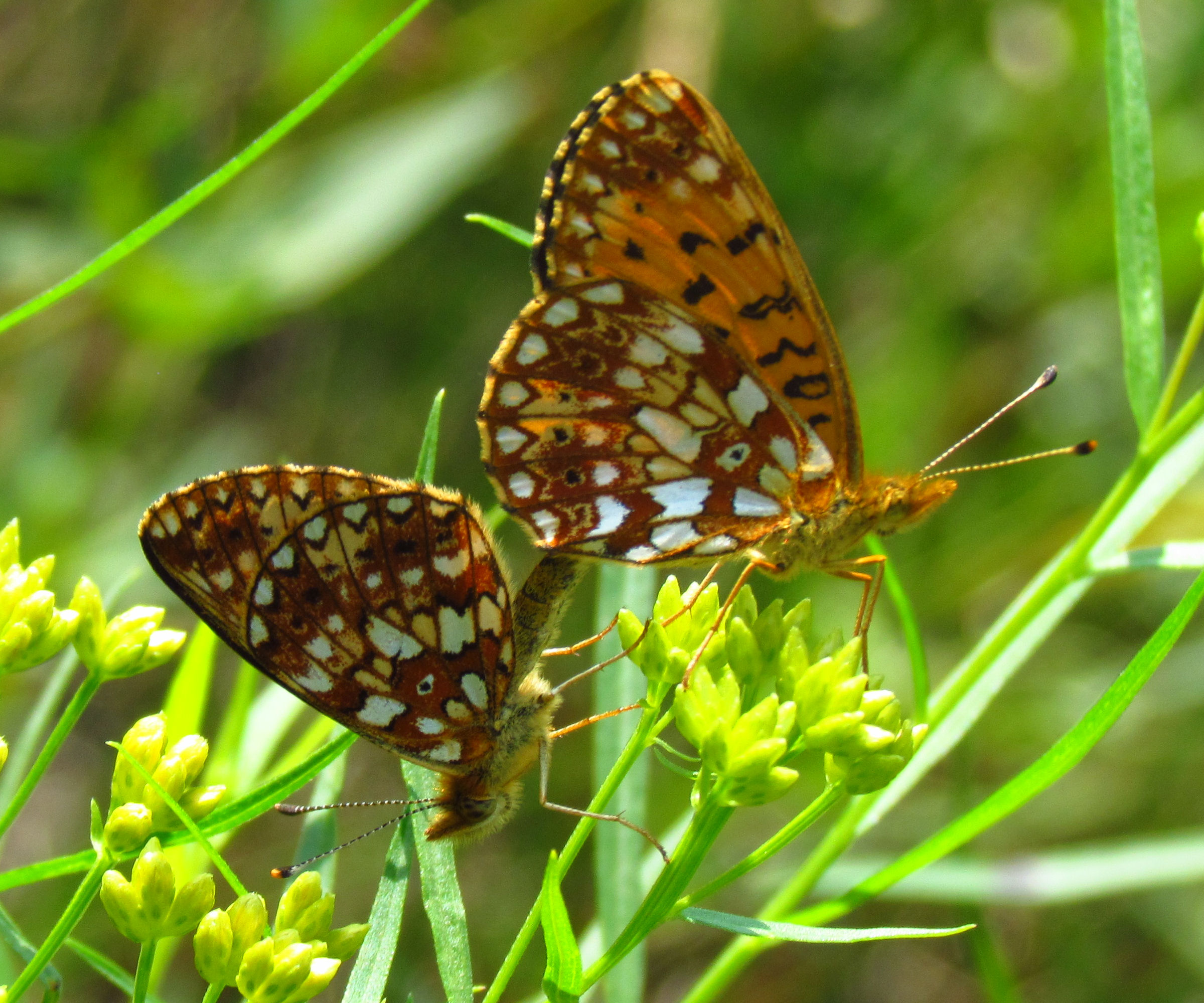
التزاوج، كندا